# طواف دوبس 2019
طواف دوبس 2019 هو سباق دراجات هوائية، وهو الموسم رقم 35 من السباق، وأقيم في 15 سبتمبر 2019، وامتدّ لمسافة 188.9 كيلومتر، وهو أحد سباقات طواف أوروبا للدراجات 2019.
فاز فيه بالمركز الأول  ستيفان كونغ، وبالمركز الثاني  Franck Bonnamour ‏، وبالمركز الثالث  ويليام مارتن.

## الفائزون
| الترتيب | الفائز            |
| ------- | ----------------- |
| الفائز  | ستيفان كونغ       |
| الثاني  | Franck Bonnamour ‏ |
| الثالث  | ويليام مارتن      |

## وصلات خارجية
- لمحة عن سباق طواف دوبس 2019 على موقع  ProCyclingStats   (برو  سايكلنج  ستاتس) - إحصاءات  محترفي  الدراجات.
- طواف دوبس 2019 على موقع إحصائيات الدراجات الإحترافية (الإنجليزية)